# Galium domingense
Galium domingense är en måreväxtart som beskrevs av Hugh Hellmut Iltis. Galium domingense ingår i släktet måror, och familjen måreväxter. Inga underarter finns listade i Catalogue of Life.